# Сарпинская оросительно-обводнительная система
Сарпинская оросительно-обводнительная система (Сарпинская ООС) — оросительная система на юге России, в Волгоградской, Астраханской областях и Республике Калмыкия.

## Общая характеристика
Источником питания системы является река Волга, на берегу которой расположены два водозабора машинного водоподъёма — Райгородский и Ушаковский. Первый расположен у села Райгород Волгоградской области, второй — у села Ушаковка Астраханской области.
Водоподача осуществляется по каналам Р-1 (протяжённость — 114,6 км), Р-3 (118,8 км с учётом канала ВР-1) и Соединительному каналу (9,7 км). Каналы выполнены в земляном русле, построены в 1963—65 годах.
Почвы — светло-каштановые и бурые полупустынные в комплексе с солонцами. Почвенно-мелиоративные и инженерно-гидрогеологические условия характеризуются как сложные и тяжёлые. Система эксплуатируется в основном как рисовая. Поскольку каналы, по которым подаётся вода, проходят в земляном русле по территории с высоким содержанием водорастворимых солей в почвенном профиле, то волжская вода по мере её транспортировки ухудшается по всем показателям. Из сульфатно-гидрокарбонатно-кальциевого она переходит в хлоридно-сульфатно-натриево-кальциевый тип, поскольку количество хлора уже во внутрихозяйственных оросителях приближается к 15 % общей суммы ионов, а минерализация возрастает до 0,7—1 г/л и уже соответствует II классу качества.